# Diamant peint
Emblema pictum
Genre
Espèce
Statut de conservation UICN

 LC  : Préoccupation mineure
Le Diamant peint (Emblema pictum) ou localement Painted finch, Mountain finch, est une espèce endémique de passereaux placée dans la famille des Estrildidae. C'est la seule espèce du genre Emblema.
Le plumage tacheté de noir et blanc des mâles et des femelles a défini son nom (le nom de genre emblema correspond à mosaïque et pictum fait référence à peindre). Le Diamant peint est populaire en captivité.

## Taxonomie
Le Diamant peint est classé dans la famille des Estrildidae - petits passereaux d'Afrique, d'Asie du Sud et d'Australasie (124 espèces). Les Estrildidae seraient originaires d'Inde puis la fragmentation des masses continentales a donné lieu à deux radiations majeures au sein de cette famille, l'une en Afrique et l'autre en Australie. Le Diamant peint est l'unique espèce du genre Emblema regroupant auparavant quatre espèces ; trois d’entre elles font actuellement partie du genre Stagonopleura (S. bella, S. oculata et S. guttata).

## Physionomie
Le Pinson peint est un petit passereau de 10 à 12 cm et pesant en moyenne 11,5 g. Le bec est long, mince et pointu. 
Le mâle porte un front et une face rouges en contraste avec la poitrine noire. Une tache rouge vif orne le milieu de la poitrine ; les côtés, le ventre et les flancs sont noirs tachés de blanc. Le haut du corps et des ailes comme la queue sont brun rougeâtre. Chez le mâle, la mandibule supérieure est principalement noire avec une pointe rouge et la mandibule inférieure est principalement rouge avec des taches bleu-gris clair. 
Les femelles ressemblent aux mâles mais la coloration rouge de la face est plus terne sur les joues et autour des yeux comme la tache rouge de la poitrine. La femelle est plus tachetée. Le bec similaire à celui des mâles porte moins de rouge. L'iris des femelles comme celui des mâles est crème et les pattes varient entre brun foncé et rosâtre.
Les juvéniles ressemblent aux femelles en plus terne et plus brun, sans coloration rouge et leur bec est noir et rosâtre sur la partie inférieure. 

## Répartition et habitat
Le Diamant peint est endémique de plusieurs régions d'Australie correspondant aux régions semi-désertiques, les prairies et les prairies sèches subtropicales.

## Comportement

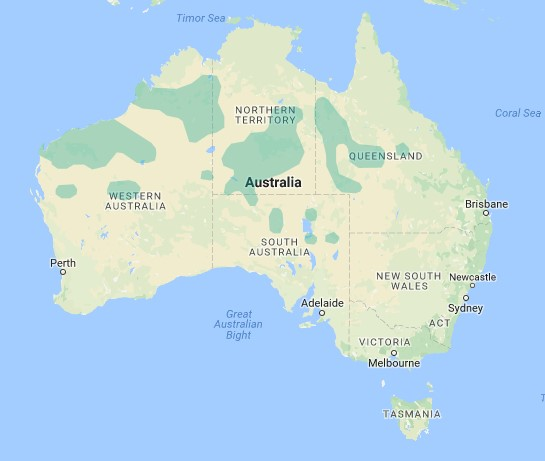
Répartition du Diamant peint (en vert)

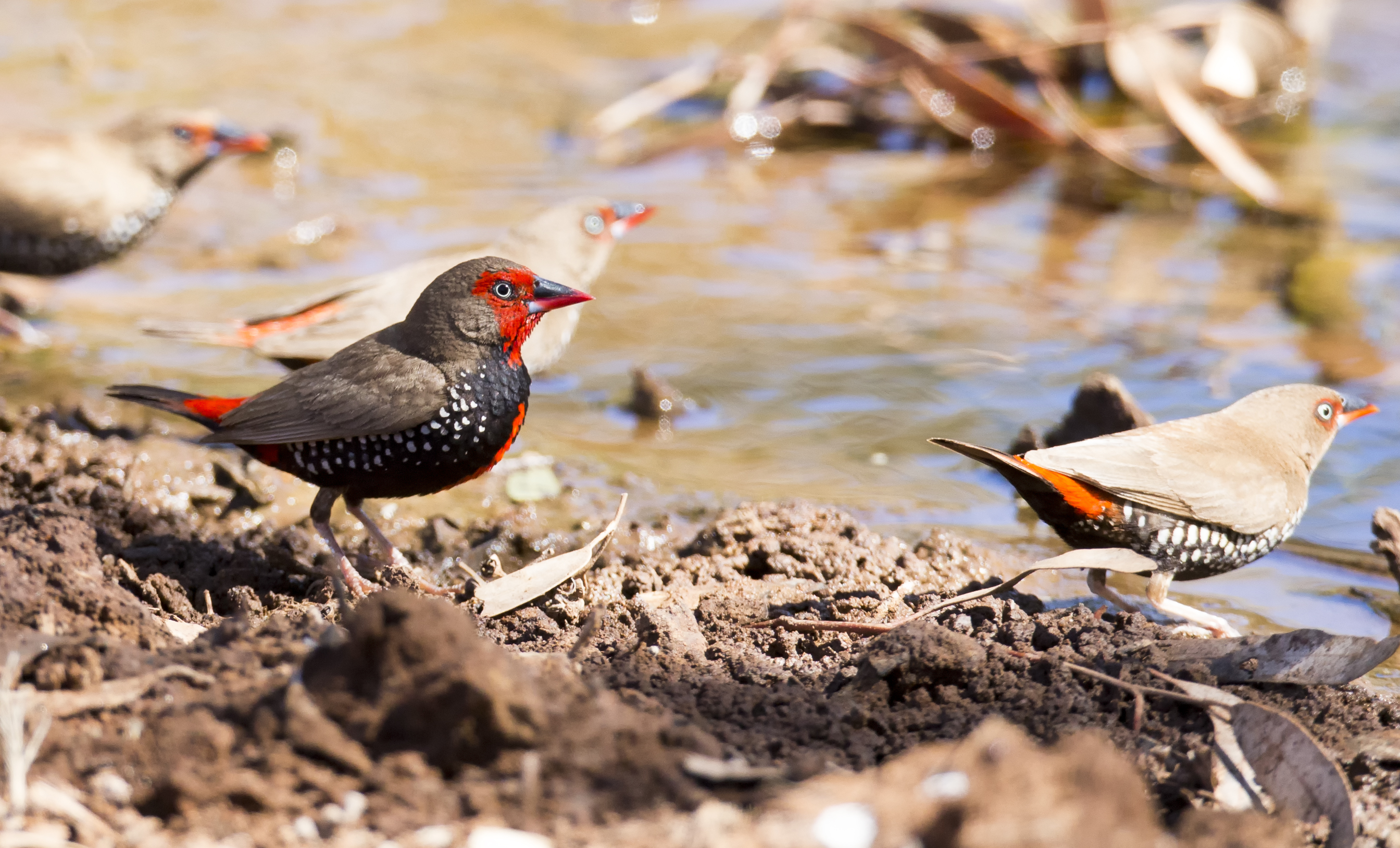
Mâle et femelle de Diamant peint

Les diamants peints évoluent par paires et en petits groupes, des groupes plus importants peuvent compter une centaine d'individus autour de points d’eau en mélange à d'autres espèces de pinsons et de méliphages. Les pinsons peints sont moins vocaux que d'autres pinsons australiens mais leurs appels sont parmi les plus forts de ce groupe et décrits comme trut, chek-chek ou cheddy-up. Seuls, les mâles émettent souvent une forte respiration sifflante ou un chant, les femelles proches du nid produisent un cliquetis face au danger.

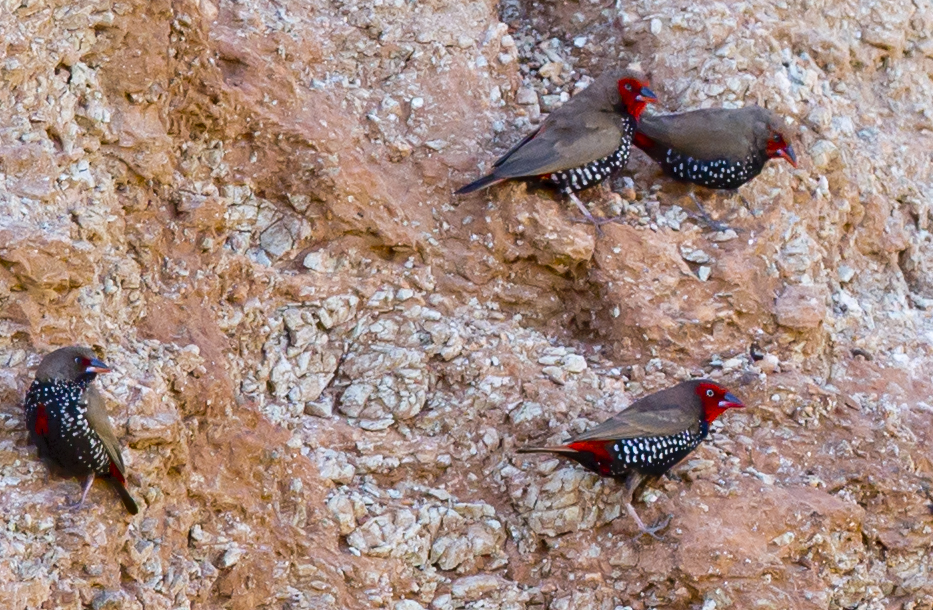
Diamants peints sur une paroi proche d'un point d'eau, Pilbara, AO

### Régime alimentaire
Le Diamant peint est granivore voire se nourrit également de fruits et de brins d'herbes, au sol, sautillant et rebondissant de rochers en touffes d'herbes en glanant des graines, principalement de spinifex (Triodia sp.). Les oiseaux captifs peuvent attraper des insectes mais ce comportement insectivore ne serait pas observé à l’état sauvage.

### Reproduction
Les diamants peints se reproduisent à diverses périodes de l’année au gré de conditions appropriées du milieu, sauf en novembre et décembre. Les oisillons naissent entre entre mars et octobre. La parade nuptiale a généralement eu lieu au sol alors que les deux sexes ramassent des brindilles et les laissent tomber. Une salutation implique que le mâle chante à la femelle dans une posture verticale, ébouriffant ses plumes et faisant pivoter sa tête de côté.

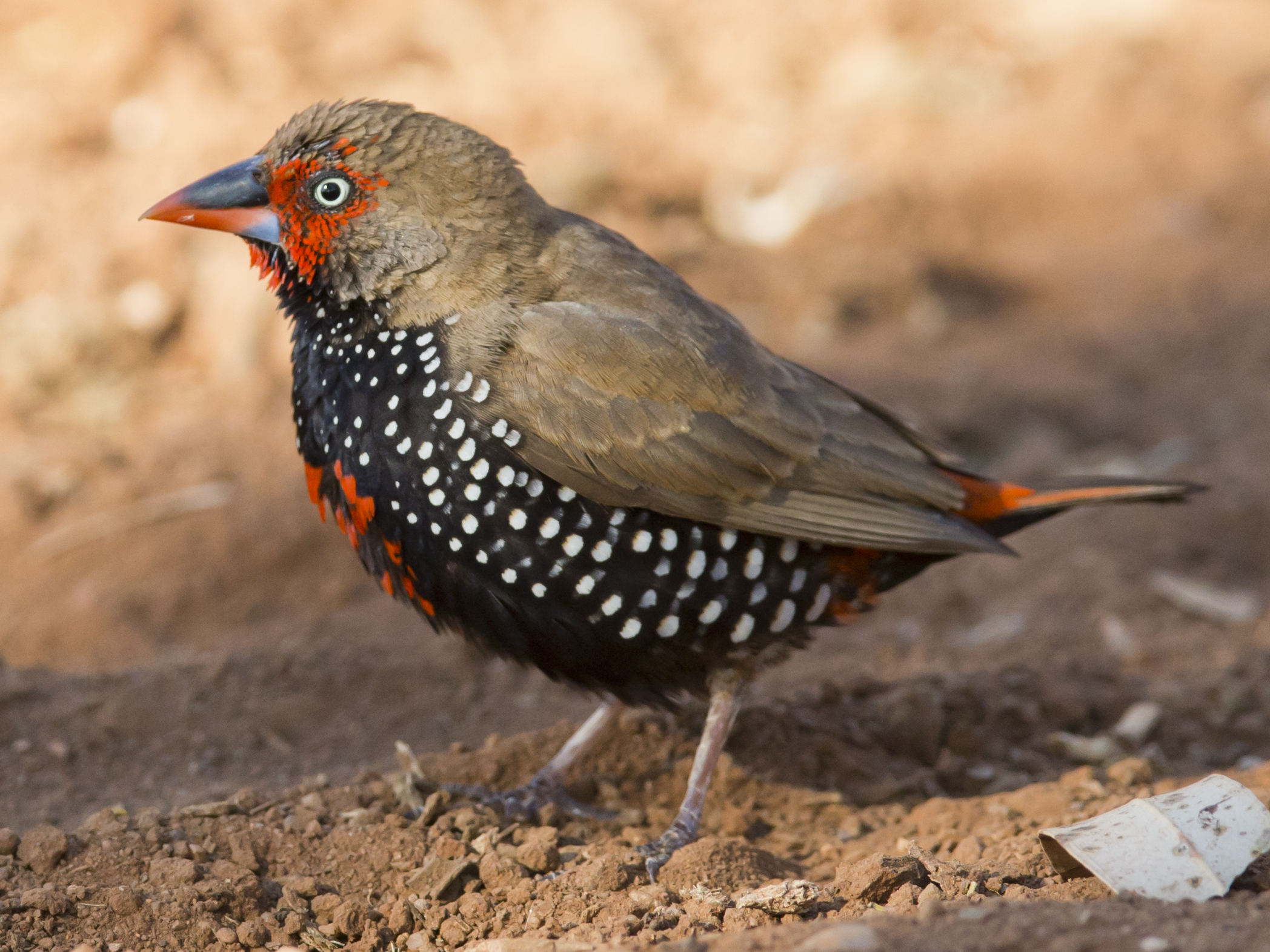
Diamant peint à Karratha, Pilbara, Australie occidentale